# 宇野三郎
宇野 三郎（うの さぶろう、1931年 - 2008年）は、日本の政治運動家。日本共産党中央委員会付属社会科学研究所長、常任幹部会委員。本名は雲英晃顕（きら こうけん）。

## 経歴
愛知県幡豆郡一色町(現 愛知県西尾市)にある安休寺の僧侶の家に生まれた。愛知県で日本共産党専従職員、東京学芸大学を経て、1958年東京大学入学。党東大教養学部学生細胞長。
宮本顕治参議院議員秘書、中央委員、1981年6月幹部会委員、1982年7月常任幹部会委員、文化・知識人局長、書記局次長、1985年11月-1994年7月中央委員会付属社会科学研究所長などを歴任し、のち党中央名誉役員。

## 著作
- 『日本経済と「帝国主義論」』新日本出版社、1979年[3]
- 宇野三郎［述］『墓前祭と宇野三郎氏による講演記録集　岩田義道没後七十周年記念事業』名古屋・岩田義道没後七十周年記念事業実行委員会　2003年2月